# Creurgops verticalis
La tangara crestirrufa (en Ecuador y Colombia) (Creurgops verticalis), también denominada buscaquiches rufo (en Colombia), frutero crestirrufo (en Venezuela) o frutero de cresta rufa (en Perú), es una especie de ave paseriforme de la familia Thraupidae, una de las dos pertenecientes al género Creurgops. Es nativa de la región andina del noroeste y oeste de América del Sur.

## Distribución y hábitat
Se distribuye de forma disjunta a lo largo de los Andes desde el noroeste de Venezuela (Cordillera de Mérida), por los Andes centrales y surorientales de Colombia, este de Ecuador, hasta el centro sur de Perú (Ayacucho).
Esta especie es considerada poco común y local en sus hábitats naturales: el dosel y los bordes de selvas montanas, principalmente entre los 1400 y 2700 m de altitud, localmente puede bajar hasta los 1150 m.

## Sistemática

### Descripción original
La especie C. verticalis fue descrita por primera vez por el zoólogo británico Philip Lutley Sclater en 1858 bajo el mismo nombre científico; su localidad tipo es: «Río Napo, este de Ecuador».

### Etimología
El nombre genérico masculino «Creurgops» se compone de las palabras griegas «kreourgos»: carnicero, y «ōps»: apariencia; significando «parecido con un carnicero»; y el nombre de la especie «verticalis», proviene del latín moderno: coronado, relativo a la cabeza.

### Taxonomía
Es monotípica.